# 龍谷富山高校前（永楽町）停留場
龍谷富山高校前（永楽町）停留場（りゅうこくとやまこうこうまええいらくちょうていりゅうじょう）は、富山県富山市奥田新町にある、富山地方鉄道富山港線の停留場である。駅番号はC28。

## 歴史
- 2020年（令和2年）1月6日：停留場名が決定[4][5]。
- 2021年（令和3年）3月21日：開業[1][2][3]。

## 停留場構造
相対式ホーム2面1線を有する停留場である。
当停留場自体は単線区間にあるが、当停留場から奥田中学校前駅までの0.4 kmは複線となっている。複線は、当停留場開業以前の2018年（平成30年）3月4日に単線・複線切り替え地点が設けられ運用されているものである。

### のりば
| のりば | 路線      | 方向 | 行先       |
| ------ | --------- | ---- | ---------- |
| 1      | ■富山港線 | 下り | 岩瀬浜方面 |
| 2      | ■富山港線 | 上り | 富山駅方面 |

## 停留場周辺
- 龍谷富山高等学校
- 北陸銀行奥田支店
- 富山県中小企業研修センター
- 日本海ガス本社

## 隣の停留場・駅
富山地方鉄道
■富山港線
インテック本社前停留場 (C27) - 龍谷富山高校前（永楽町）停留場 (C28) - 奥田中学校前駅 (C29)